# Nagrody Genie za najlepszy film
Nagrody Genie za najlepszy film jest przyznawana przez Kanadyjską Akademię Filmową i Telewizyjną dla najlepszego filmu kanadyjskiego. Przyznawana jest od początku, czyli od 1980 roku.

## Laureaci

### Lata 80.
1980: Garth H. Drabinsky, Joel B. Michaels – Zemsta po latach

nominacje:
- Bob Cooper, John M. Eckert, Ronald Cohen – Biegacz
- Jean-Marc Garand – Cordelia
- Gilbert W. Taylor, Harry Alan Towers – Gorączka złota w Klondike
- Daniel Goldberg, John Dunning, André Link – Pulpety

1981: Claude Godbout, Marcia Couëlle – Les bons debarras

nominacje:
- Fil Fraser – Hounds of Notre Dame
- René Malo – L’homme à tout faire
- André Fleury, Claude Léger – The Lucky Star
- Daniel Goldberg, John Dunning, André Link – Haracz

1982: Ronald I. Cohen, Vivienne Leebosh – Bilet do nieba

nominacje:
- Garth Drabinsky, Joel B. Michaels – Amator
- David Patterson, Jerry Raibourn – Heartaches
- Justine Héroux, Denis Héroux – Les Plouffe
- Victor Solnicki, Pierre David, Claude Héroux – Skanerzy

1983: Peter O’Brian – Szary lis

nominacje:
- Ronald I. Cohen – Harry Tracy, Desperado
- August Schellenberg – Lalitude 55°
- Jon Slan, Michael Burns, Harry Alan Towers – Próg
- Robert Ménard – Une journée en taxi
- Denis Héroux, John Kemeny – Walka o ogień

1984: Bob Cooper – Historia Terry’ego Foxa

nominacje:
- René Gueissaz, Marc Daigle – Lucien Brouillard
- Murray Shostak, Robert Baylis – Maria Chapdelaine
- Bob Clark, René Dupont – Prezent pod choinkę
- Richard Nelson – The Wars

1985: Denis Héroux, John Kemeny – Chłopiec z zatoki

nominacje:
- Bernadette Payeur – La Femme de l'hôtel
- Jean-Marc Garand – La guerre des tuques
- Jean Beaudin, Hélène Verrier – Mario

1986: Peter O’Brian – My American Cousin

nominacje:
- David Wilson, Giles Walker – 90 dni
- Robert Lantos, Stephen J. Roth – Joshua dawniej i dziś
- Justine Héroux – Le matou
- Peter O’Brien – Magiczne święta

1987: Roger Frappier, René Malo – Upadek Cesarstwa Amerykańskiego

nominacje:
- Bob Cooper, John M. Eckert, Ronald Cohen – Dancing in the Dark
- Anthony Kramreither – John i jego żona
- Ronald Lillie, William Johnston – Lojalność
- Claude Bonin – Pouvoir intime

1988: Roger Frappier, Pierre Gendron – Un zoo la nuit

nominacje:
- Atom Egoyan – Filmowanie rodziny
- Patricia Rozema, Alexandra Raffe – I've Heard the Mermaids Singing
- Stephen Reynolds – Life Classes
- Sam Grana – Train of Dreams

1989: David Cronenberg, Marc Boyman – Nierozłączni

nominacje:
- Aerlyn Weissman, John Frizzell, Louise Clark, Jackie Burroughs, John Walker – A Winter Tan
- Francyne Morin, René Malo – Les portes tournantes
- Stephen Foster – The Outside Chance of Maximilian Glick
- Robin Spry, Denise Robert – À corps perdu

### Lata 90.
1990: Roger Frappier, Pierre Gendron – Jezus z Montrealu

nominacje:
- Arvi Liimatainen, Anne Wheeler – Bye Bye Blues
- Atom Egoyan – Role mówione
- Ray Sager, Ilana Frank – Słaba pociecha
- Allan King – Termini Station

1991: Robert Lantos, Sue Milliken, Stéphane Reichel – Czarna suknia

nominacje:
- Michael Burns – Małe marzenia, wielkie marzenia
- David Wilson – Strangers in Good Company
- Richard Davis – Taniec w łańcuchach
- Claudio Luca, Robin Spry – Une histoire inventée

1992: Gabriella Martinelli, Jeremy Thomas – Nagi lunch

nominacje:
- Louise Gendron – Being at Home with Claude
- Marc Daigle, Lise Abastado – La sarrasine
- Aimée Danis, Lyse Lafontaine – Leolo
- Nicole Robert, Lorraine Dufour – Requiem pour un beau sans-coeur

1993: Niv Fichman – Thirty Two Short Films About Glenn Gould

nominacje:
- Richard Davis, Alan Morinis – Kocia orkiestra
- Pierre Sarrazin, Claude Bonin – La Florida
- Pierre Gendron, Jean-Roch Marcotte – Le sexe des étoiles
- Sharon McGowan – The Lotus Eaters

1994: Atom Egoyan, Camelia Frieberg – Klub „Exotica”

nominacje:
- Rose Lam, Stephen Hegyes – Double Happiness
- Murray Shostak, Robert Baylis – Ludwik z 19, król szklanego ekranu
- Aimée Danis, Danièle Bussy – Mój przyjaciel Max
- Raymond Massey, Steven DeNure – White Music

1995: Denise Roberts – Konfesjonał

nominacje:
- Marcel Giroux – Czarna lista
- Rick Stevenson, Matthew O’Connor – Kochany potwór
- Christopher Zimmer, Mort Ransen, Claudio Luca, Steve Clark-Hall – Muzeum Margaret
- Damon D’Oliveira, Karen King – Rude

1996: Robin Cass, Arnie Gelbart, Anna Stratton – Lilie

nominacje:
- David Cronenberg – Crash: Niebezpieczne pożądanie
- Brian Dennis, Christine Haebler – Hard Core Logo
- Philippe Carcassonne, Bruno Jobin, Jean-Pierre St-Michel, Ulrich Felsberg – Le polygraphe
- Niv Fichman, Daniel Iron – U kresu dnia

1997: Atom Egoyan, Camelia Frieberg – Słodkie jutro

nominacje:
- Roger Frappier – Cosmos
- Nicole Roberts – Karmina
- Thom Fitzgerald, Louise Garfield – Wiszący ogród
- Dean English, Lynne Stopkewich – Zimny pocałunek

1999: Niv Fichman – Purpurowe skrzypce

nominacje:
- Daniel Iron, Niv Fichman – Ostatnia noc
- Bill Thumm, Scott Kennedy – Rupert’s Land
- Allan Scott, Peter R. Simpson – Sanatorium poetów
- Paul Stephens, Simon MacCorkindale – Such a Long Journey

### 2000–2009
2000: Robert Lantos, Andras Hamori – Kropla słońca

nominacje:
- Robert Lantos, David Cronenberg, Andras Hamori – eXistenZ
- Claude Gagnon, Yuri Yoshimura-Gagnon – Histoires d'hiver
- Bruce Davey – Podróż Felicji
- Lorraine Dufour – Post mortem
- Camelia Frieberg, Jeremy Podeswa – The Five Senses

2001: Roger Frappier, Luc Vandal – Maelström

nominacje:
- Denise Robert, Robert Lantos – Anatomia sławy
- Eric Jordan, Damon D’Oliveira, Clément Virgo – Love Come Down
- Jennifer Kawaja, Julia Sereny – New Waterford Girl
- Sandra Cunningham, Bruno Jobin – Possible Worlds
- Pieter Kroonenburg, Julie Allan – Tropem lwa

2002: Norman Cohn, Paul Apak Angilirq, Zacharias Kunuk, Germaine Wong – Atanarjuat, biegacz

nominacje:
- Martin Paul-Hus, Regine Schmid – Eisenstein
- Helen Du Toit – Treed Murray
- Joseph Hillel, Luc Déry – Un crabe dans la tête
- Alistair MacLean-Clark, Douglas Berquist – Wojenna panna młoda

2003: Robert Lantos, Atom Egoyan – Ararat

nominacje:
- David Hamilton, Robert Wertheimer – Bollywood/Hollywood
- Gavin Wilding – Obnażona
- Nicole Robert – Québec-Montréal
- Paul Pope, Janet York – Rare Birds

2004: Denise Robert, Daniel Louis, Fabienne Vonier – Inwazja barbarzyńców

nominacje:
- Andras Hamori, Alessandro Camon, Seaton McLean – Hazardzista
- Roger Frappier, Luc Vandal – La grande séduction
- Bob Krupinski, Mario St-Laurent – Ukryta strona księżyca
- Rob Merilees, William Vince – Zimne piekło

2005: Paul Cadieux – Trio z Belleville

nominacje:
- Robert Lantos – Cudowna Julia
- Jennifer Holness – Love, Sex and Eating the Bones
- Denise Robert, Daniel Louis – Ma vie en cinémascope
- Barbara Shrier – Okrutne wspomnienia

2006: Pierre Even, Jean-Marc Vallée – C.R.A.Z.Y.

nominacje:
- Luc Déry – Familia
- Elizabeth Yake, Allan Niblo, James Richardson – Pete Tong: Historia głuchego didżeja
- Michael Souther, Teza Lawrence, Andrea Mann, Seaton McLean – Święty Ralph
- David Hamilton – Woda

2007: Kevin Tierney – Dobrzy gliniarze

nominacje:
- Roger Frappier, Luc Vandal – Guide de la petite vengeance
- Denise Robert, Daniel Louis – Maurice Richard
- Barrie Dunn, Mike Clattenburg, Michael Volpe – Chłopcy z baraków
- Lyse Lafontaine, Michel Mosca – Niedziela w Kigali

2008: Daniel Iron, Simone Urdl, Jennifer Weiss – Daleko od niej

nominacje:
- Luc Déry, Kim McCraw – Continental, film bez broni
- Robert Lantos, Paul Webster – Wschodnie obietnice
- Denise Robert, Daniel Louis – Dni ciemności
- Laszlo Barna, Michael Donovan – Podać rękę diabłu

2009: Niv Fichman, Francis Damberger, Paul Gross, Frank Siracusa – Passchendaele: Trzecia bitwa

nominacje:
- David Miller, Steven Bray – Amal
- Andrew Boutilier, Carl Bessai – Normal
- Bernadette Payeur, René Chenier – To, co potrzeba do życia
- Nicole Robert – Tout est parfait